# Anka Bakova
Ani Stoyanova Bakova –conocida como Anka Bakova– (Perushtitsa, 22 de febrero de 1957) es una deportista búlgara que compitió en remo.
Participó en los Juegos Olímpicos de Moscú 1980, obteniendo una medalla de bronce en la prueba de cuatro scull con timonel. Ganó cuatro medallas en el Campeonato Mundial de Remo entre los años 1977 y 1981.

## Palmarés internacional
| Juegos Olímpicos   | Juegos Olímpicos          | Juegos Olímpicos  | Juegos Olímpicos         |
| Año                | Lugar                     | Medalla           | Prueba                   |
| ------------------ | ------------------------- | ----------------- | ------------------------ |
| 1980               | Moscú (URSS)              | Medalla de bronce | Cuatro scull con timonel |
| Campeonato Mundial |                           |                   |                          |
| Año                | Lugar                     | Medalla           | Prueba                   |
| 1977               | Ámsterdam (Países Bajos)  | Medalla de bronce | Cuatro scull con timonel |
| 1978               | Cambridge (Nueva Zelanda) | Medalla de oro    | Cuatro scull con timonel |
| 1979               | Bled (Yugoslavia)         | Medalla de plata  | Cuatro scull con timonel |
| 1981               | Múnich (RFA)              | Medalla de bronce | Doble scull              |